# Mario Melchiot
Mario Melchiot, né le 4 novembre 1976 à Amsterdam est un footballeur néerlandais évoluant au poste de défenseur. 

## Biographie
Formé à l'Ajax Amsterdam et après y avoir évolué durant trois saisons en professionnel, il rejoint la Premier League et Chelsea. Son aventure anglaise cesse après son départ de Birmingham City pour le Stade rennais FC.
Après une très bonne saison avec Rennes (3 buts, deux en Ligue 1, un en Coupe de France), il s'engage avec le club anglais de Wigan Athletic.
En fin de contrat en juin 2010, il décide de s'exiler au Qatar en signant à Umm Salal SC.

## Carrière

### Équipe nationale
- Première sélection en Équipe des Pays-Bas le 11 octobre 2000 (Pays-Bas 0-2 Portugal)
- 22 sélections en Équipe des Pays-Bas (2000-2008)

### Clubs
| Saison      | Club            | Pays       | Championnat        | Championnat | Championnat | Championnat  | Championnat  | Coupe d'Europe | Coupe d'Europe | Coupe d'Europe |
| Saison      | Club            | Pays       | Division           | Matchs      | Buts        | Cartons      | Cartons      | Type           | Matchs         | Buts           |
| ----------- | --------------- | ---------- | ------------------ | ----------- | ----------- | ------------ | ------------ | -------------- | -------------- | -------------- |
| Saison      | Club            | Pays       | Division           | Matchs      | Buts        | Carton jaune | Carton rouge | Type           | Matchs         | Buts           |
| 1996 - 1997 | Ajax Amsterdam  | Pays-Bas   | Eredivisie         | 23          | -           | ?            | ?            | C1             | 8              | 1              |
| 1997 - 1998 | Ajax Amsterdam  | Pays-Bas   | Eredivisie         | 26          | -           | ?            | ?            | C3             | 4              | 0              |
| 1998 - 1999 | Ajax Amsterdam  | Pays-Bas   | Eredivisie         | 24          | 1           | ?            | ?            | C1             | 1              | 0              |
| 1999 - 2000 | Chelsea         | Angleterre | Premier League     | 5           | -           | ?            | ?            | -              | -              | -              |
| 2000 - 2001 | Chelsea         | Angleterre | Premier League     | 30          | -           | ?            | ?            | C3             | 1              | 0              |
| 2001 - 2002 | Chelsea         | Angleterre | Premier League     | 37          | 2           | ?            | ?            | C3             | 3              | 0              |
| 2002 - 2003 | Chelsea         | Angleterre | Premier League     | 34          | -           | ?            | ?            | -              | -              | -              |
| 2003 - 2004 | Chelsea         | Angleterre | Premier League     | 23          | 2           | ?            | ?            | C1             | 5              | -              |
| 2004 - 2005 | Birmingham City | Angleterre | Premier League     | 34          | 1           | ?            | ?            | -              | -              | -              |
| 2005 - 2006 | Birmingham City | Angleterre | Premier League     | 23          | 2           | ?            | ?            | -              | -              | -              |
| 2006 - 2007 | Stade rennais   | France     | Ligue 1            | 30          | 2           | 1            | -            | -              | -              | -              |
| 2007 - 2008 | Wigan Athletic  | Angleterre | Premier League     | 31          | 0           | -            | -            | -              | -              | -              |
| 2008 - 2009 | Wigan Athletic  | Angleterre | Premier League     | 34          | 0           | -            | -            | -              | -              | -              |
| 2009 - 2010 | Wigan Athletic  | Angleterre | Premier League     | 32          | 0           | -            | -            | -              | -              | -              |
| 2010 - 2011 | Umm Salal SC    | Qatar      | Qatar Stars League | 20          | 0           | -            | -            | -              | -              | -              |
| 2011        | Umm Salal SC    | Qatar      | Qatar Stars League | 9           | 0           | -            | -            | -              | -              | -              |

## Palmarès
- Ajax Amsterdam
  - Vainqueur du Championnat des Pays-Bas en 1998
  - Vainqueur de la Coupe des Pays-Bas en 1998 et 1999

- Chelsea FC
  - Vainqueur de la Community Shield en 2000
  - Vainqueur de la Coupe d'Angleterre en 2000
  - Finaliste de la Coupe d'Angleterre en 2002